# Viðarr

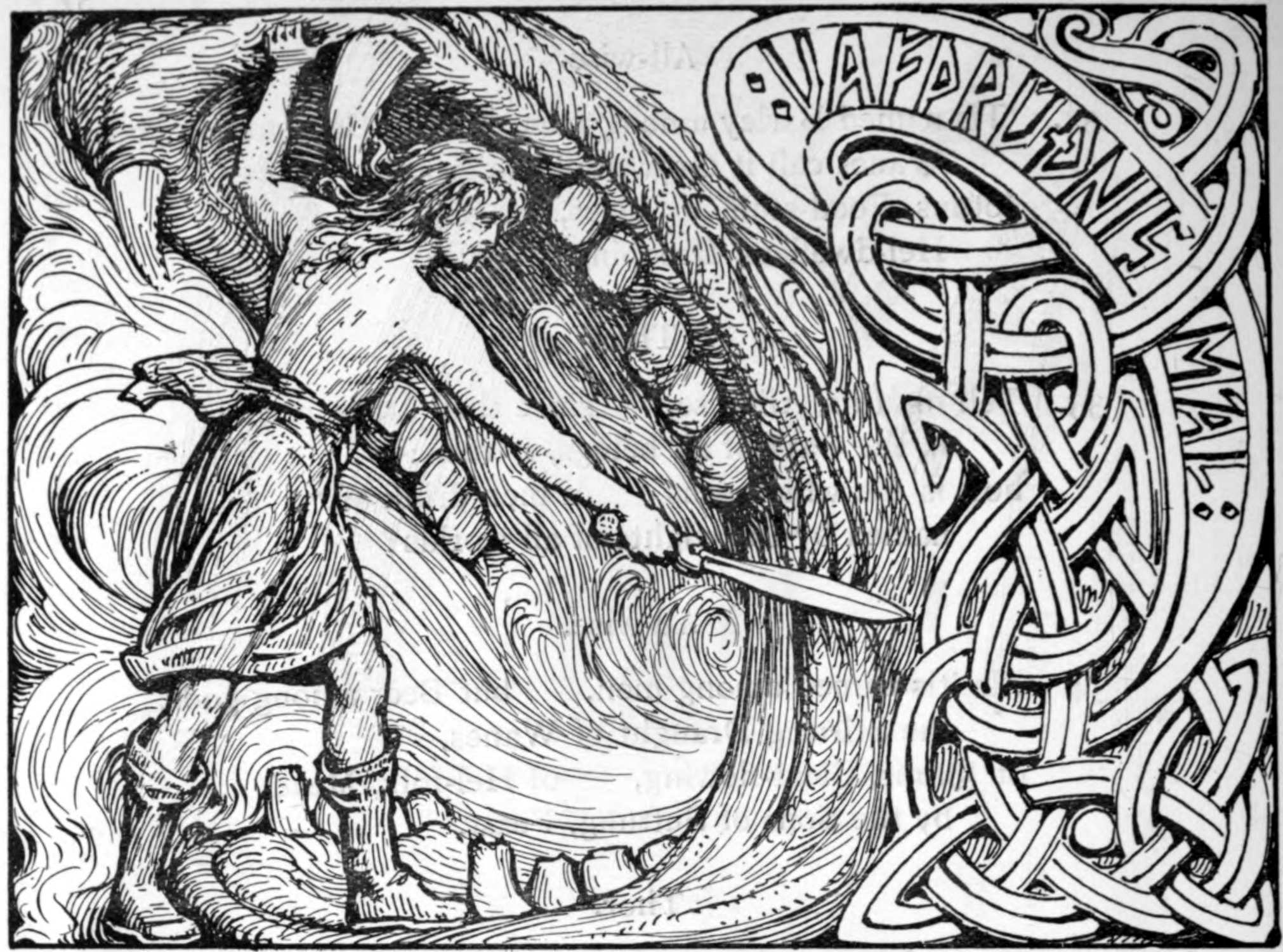
Víoarr affronta Fenrir

Víðarr (anche Vidar o, specialmente in tedesco, Widar) è una divinità della mitologia norrena. Il suo nome è forse da mettere in relazione con l'aggettivo víðr: "ampio". Detto "il silenzioso", Víðarr è figlio del dio Odino e della gigantessa Gríðr, ed è il secondo più forte tra gli Dèi. È appunto un Dio della vendetta, uno tra gli Asi a cui va attribuito un potenziale umano e di natura. La sua dimora si chiama Viði ("boscosa").
(Dal Canzoniere Eddico)
Víðarr prenderà parte al Ragnarǫk, la fine del mondo, e il suo compito sarà quello di vendicare il padre Odino, divorato dal gran lupo Fenrir. Víðarr schiaccerà la mascella inferiore di Fenrir con un piede e alzerà quella superiore con una mano, fino a spezzarle. È per questo conosciuto come un Dio capace di modificazione spirituale e fisica, perché è infatti scritto che estenderà il suo corpo fino a toccare le mascelle del lupo, una che tocca il cielo ed una la terra. È per questo considerato un Dio dell' "ampliamento", inteso come crescita iniziatica.
Víðarr infatti 'è "ampio" ed il fanciullo "si farà" grazie appunto al suo potenziale umano. 
Egli è anche "il silenzioso" ma il suo è un silenzio rituale. 
Lo stivale con cui Víðarr bloccherà la mascella di Fenrir sarà confezionato con gli avanzi di cuoio dalle calzature di tutte le generazioni umane. Forse è a questo che fa riferimento l'uso di gettare scarpe e lembi di pelle sui tumuli dei morti e forse sta a significare che come Dio, Víðarr ha avuto la capacità di confrontarsi con la parte più umile e bassa della terrestrità di tutte le generazioni umane, infatti il toccare le scarpe e le suole indica questo. In virtù della sua trasformazione del suo "ampliamento" avrà la forza di colpire la bestia al cuore con una spada.
Víðarr è una delle divinità che sopravviverà al Ragnarǫk, assieme al fratello Váli, e ai figli di Thor, Móði e Magni, per dare vita a una nuova generazione divina.